# Diecezja San Francisco
Diecezja San Francisco (łac. Dioecesis Franciscopolitanus) – diecezja Kościoła rzymskokatolickiego w Argentynie, sufragania archidiecezji Córdoba.

## Historia
10 kwietnia 1961 roku papież Jan XXIII bullą Fit persaepe erygował diecezję San Francisco. Dotychczas wierni z tym terenów należeli do archidiecezji Córdoba.

## Ordynariusze
- Pedro Reginaldo Lira (1961 – 1965)
- Agustín Adolfo Herrera (1965 – 1988)
- Baldomero Carlos Martini (1988 – 2004)[2]
- Carlos José Tissera (2004 – 2011)[3][4]
- Sergio Buenanueva (od 2013)[5]